# Albarosa Sisca
Albarosa Sisca (Crotone, 14 marzo 1945) è una poetessa italiana.

## Biografia
Nata a Crotone il 14 marzo 1945, ha svolto i suoi studi a Napoli, laureandosi in filosofia. Vive a Salerno dove ha insegnato Italiano nelle scuole superiori.
La sua poesia, oltre a essere stata tradotta in Spagna e in Francia, è stata oggetto di studio presso la Scuola Contemporanea di Poesia a Mantova.
Le sue poesie hanno ottenuto vari riconoscimenti letterari: il testo Poesie ha vinto il Premio Nazionale Lucanto-Lorica nel 1980; le inedite Rondò sulla veneziana hanno vinto il Premio Internazionale di Poesia "Alfonso Gatto" nel 1985; nel 1989 le è stato conferito il primo Premio di poesia Nosside per alcuni poemi inediti. Con il testo Copri Rimbaud ha vinto i seguenti riconoscimenti: Premio Letterario Primavera Strianese, Il Tripode, Premio Internazionale di Poesia e Narrativa
Val di Vara - Alessandra Marziale, Marengo d'Oro (Menzione d'onore, Sestri Levante, 2007) e Firenze Capitale d'Europa (Menzione d'Onore). Nel 1994 ha vinto il premio internazionale Le Regioni; nel 1995 ha pubblicato L'occhio melanconico di Creta, testo di prose poetiche che ha vinto il Premio Nazionale Storie di donne, Premio speciale Donna 2000.

## Opere
- Il tempo della memoria, Isola d'Oro, Pompei, 1969
- Poesie, Editore Loffredo, Napoli, 1979
- Medioevale canterino, Forum Quinta/Generazione, 1983
- Piripiciò, Lacaita Editore, 1989
- I mulini non girano al vento, Forum Quinta/Generazione/poesia 80, Forlì, 1992 (Prefazione di Giampaolo Rugarli)
- L'occhio melanconico di Creta, Tommaso Marotta Editore, 1995
- Un mitico Eros, L'Autore Libri Firenze, 1996
- L'ultimo fiore azzurro, Ripostes, Salerno, 1997
- Copri Rimbaud di nero la ferita, Ripostes, Salerno, 2001

### Antologie
Quaderni Rosa - Scrittrici italiane dell'ultimo Novecento, di Neria De Giovanni, a cura di Giacomo F. Rech, Dipartimento per l'Informazione e l'Editoria della Presidenza del Consiglio dei Ministri, Roma, 2003